# إبانة

1. السائل الخفيف
2. السائل الثقيل

نموذج لساكب.

الإِبَانَة  أو التَّصْفِيق أو الصَّفْق أو الإِصْفَاق في الكيمياء وفي المطبخ، هي عملية لفصل مخلوط حيث يفصل سائل عن مواد مترسبة فيه، أو فصل زيت مثلا عن الماء.
الغرض منها إنتاج سائل رائق أو لفصل سائل عن رواسب غير مرغوب فيها أو من سائل آخر يختلف عنه في الكثافة. فإذا كان الغرض هو إنتاج سائل رائق يتبقى جزء من السائل في الوعاء يحتوي على الرواسب، ويجب مراعاة عدم إبانة جزء من الرواسب مع السائل الرائق.

## عملية أولية
يترك مخلوط سائل فيه مادة لا تذوب مدة لتترسب المادة الصلبة . فالمادة الصلبة لا تذوب في السائل وتترك حتى تستقر في قاع القارورة . تلك العملية تسمى «ترسيب».
وقد يستخدم جهاز طرد مركزي في ترسيب المادة الصلبة . تعمل قوة الطرد المركزية على سرعة ترسيب المادة الصلبة في القاع الوعاء ؛ وإذا كانت قوة الطرد المركزي فإالمادة الصلبة تتجمع في القاع . بعد ذلك يمكن إبانة السائل بسهولة، حيث تبقى الرواسب في القاع.
كذلك بالنسبة إلى مخلوط سائلين لا يذوبان في بعضهما البعض، فيمكن فصلهما بالإبانة. وعلى سبيل المثال، مخلوط الكيروسين والماء يمكن فصلهما عن طريق الإبانة.

## الإبانة في الكيمياء
يستخدم الإبانة بكثرة في الكيمياء لأنها طريقة سهلة لفصل المواد وفي التحليل الكمي للمواد غير العضوية. ولكي نفصل راسب من محلول نقوم عادة بعملية ترشيح بعد عملية الإبانة . فإن عملية الإبانة المبدئية تسرع من عملية الترشيح، حيث تكون سرعة انفصال السائل أكبر قبل تراكم الراسب في المرشح وسد مسامه .
ويمكن إجراء الإبانة بطريقة أكثر كفاءة إذا ما تركنا المخلوط فترة بحيث يحدث ترسيب : يجب أن تترسب أولا المواد الصلبة ذات الكثافة العالية في قاع القارورة.
وفي عمليات النواتج الاصطناعية Synthese يترك المحفز الصلب المستخدم يترسب - بعد أن يكون قد أدى عمله في تنشيط تفاعل - ثم يُإبانة لفصل أكبر كمية منه. بعد ذلك يتم الفصل التام عادة بعملية ترشيح .

## أمثلة
يستخدم الإبانة كثيرا بغرض تنقية سائل من مواد عالقة به (ويحدث ذلك مع زجاجات النبيذ) حيث يفصل النبيذ عن «بيتارترات البوتاسيوم» المتبلورة. 
وللحصول على ماء رائق من ماء عكر، يترك الماء العكر فترة في الوعاء حتى تترسب ؛ وبعد ذلك يمكن إبانة الماء بحذر في إناء آخر وفصل الماء الرائق.
الجهاز البسيط الآخر (الشكل 2) يوضح كيف تنفصل مواد ثقيلة نسبيا عالقة بسائل (أسود) ويمر أكبر جزء من السائل نقيا من دون رواسب (أحمر). بتلك الطريقة يمكن مثلا تنقية الحبوب (أو الأرز) من الرمل، حيث تبقى الحبوب عالقة في الماء وتعبر المانع بينما تسقط حبيبات الرمل لثقلها إلى أسفل . ثم تجفف الحبوب.

## اقرأ أيضا
- امتزاج
- ذوبان